# El suicidio
El suicidio: un estudio en sociología (en francés; Le Suicide: Étude de sociologie) (1897) es una de las obras más importantes del sociólogo francés Émile Durkheim que trata sobre el suicidio. 

## Tesis y argumentos
Como su nombre indica es un estudio sobre el suicidio, y es importante porque Durkheim fue uno de los primeros autores que analizaron el tema del suicidio desde un punto de vista sociológico (y no como un fenómeno psicológico o con connotaciones moralistas). El estudio se basó en el análisis de la tasa anual de suicidios publicadas en los boletines oficiales de estadística de varios países europeos desde el año 1841,  y utilizó como unidad de análisis las condiciones sociales que hacen que éstas varíen y no las características intrínsecas de las personas. Analizándolas se percató de que dicha tasa anual suele mantenerse constante o con cambios muy leves a lo largo de prolongados períodos. Igualmente, los picos o los valles acusados en las gráficas corresponden con acontecimientos como guerras o depresiones económicas. También señaló la integración social como un factor protector para los individuos frente al suicidio.
Durkheim analiza numerosos factores que influyen o no en la tasa de suicidios, las causas sociales (como la religión, el matrimonio o las situaciones de guerra) o extrasociales (como serían la herencia genética, el género o las condiciones climatológicas).
Por ejemplo, encontró que en las sociedades católicas había menos suicidios que en las sociedades protestantes. Desde Durkheim es un argumento clásico decir que los suicidios son más raros entre los católicos y los judíos que entre los protestantes o los ateos pero hay que tener en cuenta que puede ser que los católicos no declaren los suicidios justamente por razones religiosas. Durkheim llegó a la conclusión de que esto no se debe a la condena del propio suicidio, sino a estar en mayor o menor medida sujetos a jerarquías o normativas morales, y a la vigilancia o supervisión de los unos sobre sus iguales.
Durkheim usa como base empírica de su argumento las estadísticas sobre la tasa en comunidades judías y solía haber menos suicidios que entre las sociedades gentiles en las que estaban engastadas. Por todo ello, consideraba Durkheim, se debe entender que la tasa de suicidios depende más del tipo de sociedad en la que se producen que de las circunstancias psicológicas de los individuos particulares que finalmente optan por quitarse la vida.

## Tipos de suicidio
A partir de aquí Durkheim distinguirá cuatro tipos de suicidio:
- El suicidio altruista es el causado por una baja importancia del yo. Durkheim pone el ejemplo de los pueblos celtas, entre quienes llegó a ser honroso el suicidio de los ancianos cuando eran incapaces de obtener recursos por ellos mismos. El ejemplo moderno es el ejército, Durkheim destaca que en los países donde en las sociedades se suicidan más (por el suicidio egoísta), en el ejército se suicidan menos, y viceversa.
- El suicidio egoísta tiene lugar cuando los vínculos sociales son demasiado débiles para comprometer al suicida con su propia vida. En ausencia de la presión y la coerción de la sociedad, el suicida queda libre para llevar a cabo su voluntad de suicidarse. Esta forma de suicidio tiende a darse más en las sociedades modernas, en las que la dependencia de la familia o del clan es menor que en las tradicionales.
- El suicidio anómico, es el que se da en sociedades cuyas instituciones y cuyos lazos de convivencia se hallan en situación de desintegración o de anomia. En las sociedades donde los límites sociales y naturales son más flexibles, sucede este tipo de suicidios. Por ejemplo, en los países donde el matrimonio tiene un peso menor, por la existencia del divorcio, el suicidio es mayor. Es el suicidio de las sociedades en transición. Otro ejemplo es el comercio y la industria, donde el cambio (y por lo tanto, también el suicidio anómico) es crónico.
- El suicidio fatalista se produce allí donde las reglas a las que están sometidos los individuos son demasiado férreas para que éstos conciban la posibilidad de abandonar la situación en la que se hallan. Las sociedades esclavistas, serían ejemplos de situaciones en las que se da este suicidio.

Una de las conclusiones a las que llega Durkheim es que en las sociedades y las comunidades que requieren más cohesión y solidaridad orgánica para sobrevivir, la tasa de suicidios será menor justamente porque la responsabilidad hacia el grupo al que se pertenece es un freno de la voluntad de suicidio. 
Eso explicaría datos como, por ejemplo, que los judíos se suicidaran menos incluso que los católicos. Según Durkheim era la precariedad en la que vivía la mayor parte de las comunidades judías en la Europa del siglo XIX lo que hacía que los individuos dependieran más unos de otros. En ese tipo de sociedades el suicidio es percibido como un acto de irresponsabilidad hacia el grupo y de quebranto del deber hacia el mismo. 
Una explicación parecida es la que reciben hechos como que en los países católicos la tasa de suicidios fuera menor que en los protestantes, con sociedades más individualistas. Asimismo la tasa de suicidio también varía de un tipo de familia a otra: menor en las familias tentaculares tradicionales en el Mediterráneo; mayor entre las familias nucleares de la Europa del norte.

## Significado cultural de las conclusiones de Durkheim
Estas conclusiones aproximan al sociólogo francés a otro pensador, y sociólogo contemporáneo suyo, Max Weber, en el sentido de que ambos hacen una llamada sobre las pérdidas "existenciales" que pueden traer aparejados los progresos económicos y sociales de la Europa industrial y su cultura moderna. En este sentido, Durkheim se acerca aquí al Weber de la jaula de hierro y el desencantamiento del mundo.[cita requerida]